# Земниці (Великопольське воєводство)
Земниці (пол. Ziemnice, нім. Bergfeld) — село в Польщі, у гміні Осечна Лещинського повіту Великопольського воєводства.
Населення — 327 осіб (2011).
У 1975-1998 роках село належало до Лешненського воєводства.

## Демографія
Демографічна структура станом на 31 березня 2011 року:
|          | Загалом | Допрацездатний вік | Працездатний вік | Постпрацездатний вік |
| -------- | ------- | ------------------ | ---------------- | -------------------- |
| Чоловіки | 155     | 34                 | 109              | 12                   |
| Жінки    | 172     | 39                 | 102              | 31                   |
| Разом    | 327     | 73                 | 211              | 43                   |